# Холи Хантер
Холи Патриша Хантер (енгл. Holly Patricia Hunter; 20. март 1958) је америчка глумица.

## Занимљивости
- Хантер је пуних 12 година била „на насловници књиге из биологије за осми разред у Србији.”[2] Фотографија је преузета из филма Подизање Аризоне где она тумачи улогу полицијскога официра Едвине Макдано, која се удаје за ситнога криминалца Херберта Макдана (Николас Кејџ) који жели да промени живот.[3] „Због тога и отму бебу, а њихова заједничка фотографија искоришћена је како би се приказали као срећна породица. На фотографији се може приметити како Кејџ држи уперен пиштољ у бебу”,[2] док Хантер држи у наручју.

## Филмографија
| Улоге Холи Хантер |                                          |               |                               |          |
| Година            | Српски назив                             | Изворни назив | Улога                         | Напомена |
| 1981.             | Спаљивање                                |               | Софи                          |          |
| 1987.             | Подизање Аризоне                         |               | Едвина Макдано                |          |
| 1993.             | Клавир                                   |               | Ада Мекграт                   |          |
| 1993.             | Фирма                                    |               | Тами Хемфил                   |          |
| 2000.             | О, брате, где си?                        |               | Пени Варви Макгил             |          |
| 2004.             | Невиђени                                 |               | Хелен Пар / Еластична девојка | глас     |
| 2016.             | Бетмен против Супермена: Зора праведника |               | сенаторка Финч                |          |
| 2017.             | Песма до песме                           |               | Миранда                       |          |
| 2018.             | Невиђени 2                               |               | Хелен Пар / Еластична девојка | глас     |